# Vexillum cancellarioides
Vexillum (Pusia) cancellarioides, tên tiếng Anh: Cancellaria Mitre, là một loài ốc biển nhỏ, là động vật thân mềm chân bụng sống ở biển trong họ Costellariidae.

## Miêu tả
Loài này có kích thước giữa 13 mm and 25 mm

## Phân bố
Chúng phân bố ở Biển Đỏ, Ấn Độ Dương dọc theo Aldabra Atoll and vùng bể Mascarene, và miền tây Thái Bình Dương.